# Tullia (figlia di Cicerone)
Tullia, più nota con il diminutivo di Tulliola (Roma, c. 79 a.C. – Tusculum, febbraio 45 a.C.), è stata una nobildonna romana, figlia di Marco Tullio Cicerone e della sua prima moglie Terenzia.

## Biografia
Tullia, soprannominata Tulliola (piccola Tullia), nacque a Roma nel 79 a.C. circa. Era figlia di Marco Tullio Cicerone e della sua prima moglie, Terenzia. Amatissima dal padre, aveva anche un fratello minore, Marco. Cicerone le garantì un'istruzione di alto livello, insolita per una donna romana, e la descrisse come una ragazza gentile, sensibile, ubbidiente e devota. Tullia, da parte sua, ricambiava l'affetto paterno e fu l'unica a sostenerlo incondizionatamente in ogni decisione.  
Nel 66 a.C., venne promessa in sposa a Gaio Calpurnio Pisone Frugi, poco più grande di lei, che sposò nel 63 a.C. Malgrado fosse sposata, Tullia continuò a vivere per la maggior parte del tempo coi genitori. Suo marito divenne questore nel 58 a.C., e rimase vedova l'anno dopo, senza aver avuto figli. Durante il lutto, Tullia si recò, da sola, a Brindisi per stare col padre, appena rientrato dall'esilio: nelle sue lettere, Cicerone si lamentò del fatto che la moglie non si fosse curata di assicurare a Tullia la scorta necessaria, né di fornirle denaro a sufficienza per farla viaggiare comodamente  
Nel 56 a.C., si risposò con Furio Crassipede, un matrimonio che pare essere stato felice, ma che si concluse con un divorzio nel 51 a.C., anche questa volta senza aver avuto figli. 
Infine, nel 50 a.C., Tullia sposò Publio Cornelio Dolabella. Lo sposo fu scelto da Terenzia contro il parere del marito, che aveva invece indicato come suo candidato favorito Tiberio Claudio Nerone (che avrebbe invece sposato Livia Drusilla, che divorziò da lui per sposare poi Augusto, e fu padre di Tiberio e Druso). Terenzia fece quindi in modo di far sposare la figlia in segreto, mentre Cicerone era occupato in Cilicia come governatore. Il matrimonio fu estremamente infelice per Tullia, che dovette affrontare l'umiliazione dei tradimenti del marito e le sue violente divergenze politiche con Cicerone, che disprezzava il genero. Dolabella era inaffidabile sia a livello personale che politico e perennemente implicato in scandali e pettegolezzi. Le loro divergenze divennero tali che nel 48 a.C., Cicerone scelse di trascorrere un periodo in Grecia, con grande irritazione della moglie, e tornò solo l'anno dopo, quando Dolabella venne stanziato in Africa. Nel mentre, Tullia lasciava spesso la casa del marito per tornare dai genitori, malgrado il matrimonio fallimentare avesse raffreddato ancor più il suo rapporto con la madre. Malgrado ciò, fu l'unico dei suoi matrimoni a produrre frutto. Tullia partorì un primo figlio il 19 maggio del 49 a.C., anche se il bambino morì l'anno stesso, e rimase nuovamente incinta nel maggio del 46 a.C. Tuttavia, nel novembre di quell'anno Dolabella la ripudiò e lei tornò, ancora in attesa, a casa di suo padre. Morì nel febbraio 45 a.C., a un mese circa dal parto, nella villa di Tuscolo, dove Cicerone l'aveva portata nella vana speranza che si riprendesse dopo che la nascita, cumulata allo stress degli ultimi anni, che ne avevano minato la salute, l'aveva lasciata in punto di morte. Il figlio che aveva messo al mondo la seguì entro alcune settimane.  

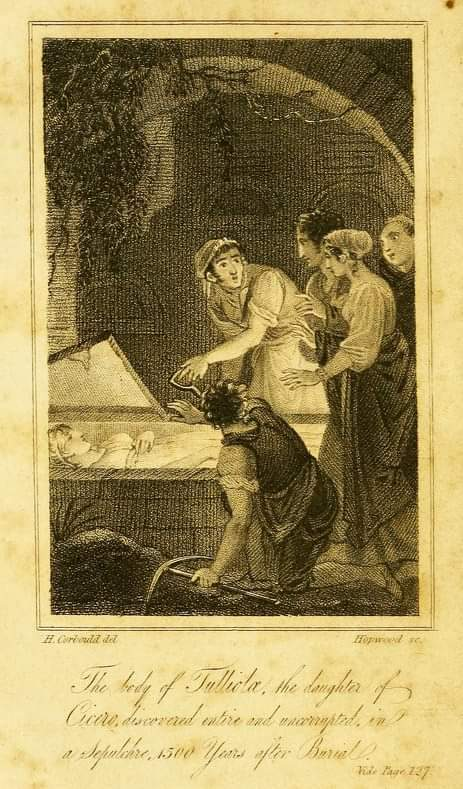
Illustrazione di Joseph Taylor che raffigura la "scoperta" del corpo incorrotto di Tullia (1816)

La morte di Tullia addolorò moltissimo Cicerone, dolore che traspare nei suoi scritti del periodo e nelle numerose lettere di cordoglio che ricevette, fra gli altri, da conoscenti, colleghi e amici. La morte della figlia fu anche la causa del suo divorzio dalla seconda moglie, Publilia, che aveva sposato, divorziando da Terenzia, l'anno prima, allo scopo di poterne usare la ricca dote a sostegno delle sue ambizioni politiche. Pare infatti che Publilia, gelosa dell'affetto e delle attenzioni del marito per la figlia, di cui era tra l'altro molto più giovane, non mostrò il minimo segno di tristezza quando questa morì, lasciandosi invece andare ad atteggiamenti poco felici che portarono Cicerone a ripudiarla immediatamente.

## Leggenda della sepoltura
Nel XV secolo, fu scoperta a Roma una sepoltura che venne indicata come quella di Tullia. Le voci sostenevano che il cadavere all'interno fosse intatto, come fosse stato appena tumulato, e che la lampada sepolcrale fosse stata ritrovata accesa, dopo aver arso per 1500 anni. Il corpo fu esposto come "miracolo pagano" nel Palazzo dei Conservatori, per poi essere segretamente riseppellito fuori dalla Porta Pinciana. 
A tale leggenda fece riferimento il poeta inglese John Donne nella strofa XI del suo Epitalamio, composto per le nozze di Robert Carr e Frances Howard nel 1613.